# Stutterheim
Stutterheim è un centro abitato del Sudafrica, situato nella provincia del Capo Orientale.